# Level Park-Oak Park
Level Park-Oak Park – jednostka osadnicza w Stanach Zjednoczonych, w stanie Michigan, w hrabstwie Calhoun.